# Публій Корнелій Лентул (консул-суффект 162 року до н. е.)
Публій Корнелій Лентул (лат. Publius Cornelius Lentulus; 206 — після 120 р. до н. е.) — політичний, державний та військовий діяч Римської республіки, консул-суфект 162 року до н. е.

## Життєпис
Походив з патриціанського роду Корнеліїв Лентулів. Син Луція Корнелія Лентула, консула 199 року до н. е.
У 172 році до н. е. увійшов до складу посольства, яке було спрямовано до Греції з метою створити союз проти Македонії. Безпосередньо Лентул був на о. Кефалонія та у державах західному Пелопонесі. У 171 році до н. е. на посаді військового трибуна служив під орудою консула Публія Ліцинія Красса, воював проти царя Персея Македонського. На чолі загону у 3 тисяч легіонерів рушив на Фіви, після цього взяв в облогу місто Галіарт, але припинив дії за наказом претора Гая Лукреція.
У 169 році до н. е. став курульним еділом. У 168 році до н. е. — один з посланців консула Луція Емілія Павла, які вели перемовини з царем Персеєм на Самофракії стосовно його капітуляції. У 165 році до н. е. його обрано міським претором. За наказом сенату повернув землю, захоплену приватними особами у Кампанії до державної власності. У 162 році до н. е. обрано консулом-суффектом після того, як обрані консули — Публій Корнелій Сципіон Назіка Коркул та Гай Марцій Фігул — склали свої повноваження через релігійні помилки, які були допущені при їхньому обрані.
У 156 році до н. е. призначено послом до Азії, але швидко повернувся до Риму, щоб повідомити про напад царства Віфінії на Пергам.
У 125 році до н. е. обраний принцепсом сенату. Того ж року притягнув до суду Манія Аквілія за отримання хабаря від Мітридата V, царя Понту. Втім не зміг переконати суд. У 121 році до н. е. був серед активних учасників придушення руху Гая Гракха, через що став непопулярним у народі. У 120 році до н. е., щоб уникнути судового розгляду під приводом вільного легатства вирушив до Сицилії, де помер того ж року від рани, отриманої 121 року до н. е.

## Родина
Діти:
- Луцій Корнелій Лентул, консул 130 року до н. е.
- Публій Корнелій Лентул, претор 128 року до н. е.
- Корнелія.